# せきららら
『せきららら』は、渋沢葉の1枚目のミニ・アルバム。2012年6月20日にビクターエンタテインメントのレーベル、Getting Betterから発売された。

## 概要
作詞・作曲をすべて渋沢葉本人が手掛け、プロデューサーに、BLANKEY JET CITYのプロデュースをはじめ国内外で多岐にわたって活躍する土屋昌巳、そして今作が初の女性アーティストのプロデュースとなるチバユウスケ（The Birthday）を迎えて完成した全6曲を収録。

## 収録曲
| 全作詞・作曲: 渋沢葉。 |                  |        |            |                      |      |
| #                      | タイトル         | 作詞   | 作曲・編曲 | 編曲／プロデュース   | 時間 |
| 1.                     | 「BELIEVE」      | 渋沢葉 | 渋沢葉     | 土屋昌巳／土屋昌巳   | 4:45 |
| 2.                     | 「世俗的狡智」   | 渋沢葉 | 渋沢葉     | 渋沢葉／チバユウスケ | 3:09 |
| 3.                     | 「ベートベン」   | 渋沢葉 | 渋沢葉     | 渋沢葉／チバユウスケ | 4:22 |
| 4.                     | 「輪生」         | 渋沢葉 | 渋沢葉     | 土屋昌巳／土屋昌巳   | 3:41 |
| 5.                     | 「set me free」  | 渋沢葉 | 渋沢葉     | 土屋昌巳／土屋昌巳   | 3:36 |
| 6.                     | 「ピアニッシモ」 | 渋沢葉 | 渋沢葉     | 土屋昌巳／土屋昌巳   | 6:17 |

## 参加ミュージシャン[2]
BELIEVE
- 渋沢葉 - ボーカル＆ビブラフォン
- 土屋昌巳 - ギター
- 渡辺等 - ウッドベース＆チェロ
- 梅田洋史 - ドラムス
- 難波弘之 - オルガン＆シンセサイザー

世俗的狡智
- 渋沢葉 - ボーカル
- チバユウスケ - ギター
- 根岸孝旨 - ギター＆ベース
- イマイアキノブ - ギター
- 湊雅史 - ドラムス
- 安澤ヨシアキ - マニピュレート

ベートベン
- 渋沢葉 - ボーカル＆キーボード
- チバユウスケ - ブルース・ハープ＆コーラス
- 根岸孝旨 - ギター＆ベース
- イマイアキノブ - ギター
- 湊雅史 - ドラムス
- 安澤ヨシアキ - マニピュレート

輪生
- 渋沢葉 - ボーカル
- 土屋昌巳 - ギター
- 渡辺等 - ウッドベース
- 梅田洋史 - ドラムス
- 難波弘之 - オルガン＆シンセサイザー

set me free
- 渋沢葉 - ボーカル
- 渡辺等 - ウッドベース
- 梅田洋史 - ドラムス
- 難波弘之 - ピアノ＆オルガン

ピアニッシモ
- 渋沢葉 - ボーカル＆ピアノ
- 渡辺等 - ウッドベース＆チェロ
- 梅田洋史 - ドラムス
- 本田雅人 - クラリネット